# 토머스 울프

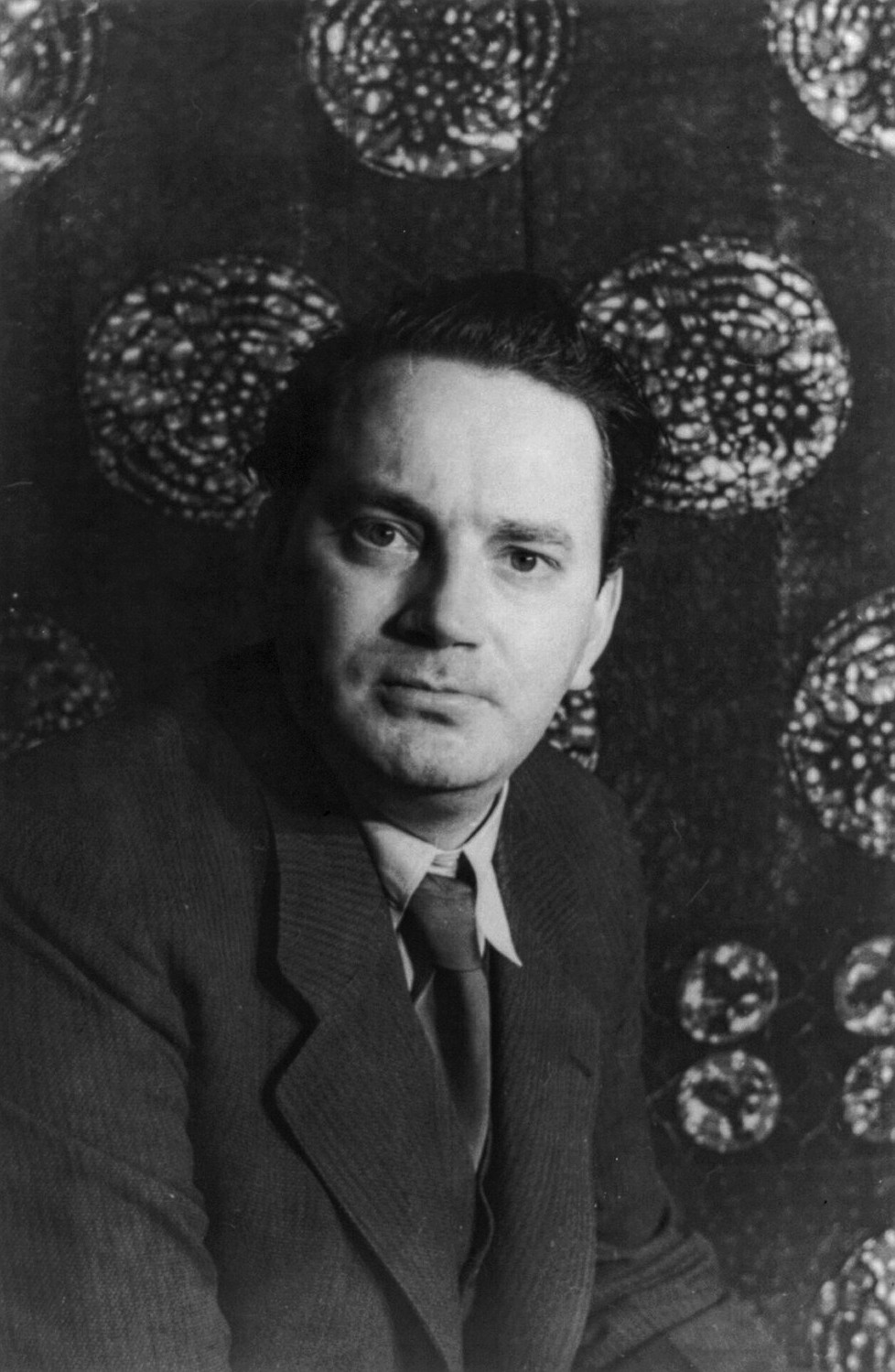
토머스 울프

토머스 울프(Thomas Wolfe, 1900년 10월 3일 ~ 1938년 9월 15일)는 미국의 소설가이다.
노스캐롤라이나주 애슈빌에서 태어나 하버드 대학을 졸업하였다. 자신이 직접 겪은 생활을 소설의 소재로 많이 다루었다. 워싱턴 스퀘어 대학에서 영문학을 가르쳤으며, 소설가가 되었다. 명편집자 맥스웰 퍼킨스의 눈에 띄어 1929년 첫 소설 《천사여, 고향을 돌아보라》를 스크리브너스 앤드 선스 출판사에서 출간한다. 어니스트 헤밍웨이, 스콧 피츠제럴드와 함께 '퍼킨스의 세 아들' 가운데 한 사람이다. 이 이야기는 마이클 그랜디지 감독에 의해 영화 《지니어스》(2016)로 만들어지기도 했다. 작품으로 《천사여, 고향을 돌아보라》, 《시간과 강에 대하여》, 《그대 다시는 고향에 돌아가지 못하리》, 《저 언덕 너머》 등이 있다.

## 작품
- 《천사여, 고향을 돌아보라》(1929)
- 《시간과 강에 대하여》(1935)
- 《그대 다시는 고향에 돌아가지 못하리》(1940). 유작.
- 《무명작가의 첫 책》(임선근 역, 걷는책, 2021). 한국어판. 자전적 글쓰기론 《The Story of a Novel》(1936)을 한국어로 번역한 책.

## 관련 자료
- 영화 《지니어스》(2016)

## 같이 보기
- 노스캐롤라이나 대학교 채플힐